# Only (film)
Only is een Amerikaanse post-apocalyptische romantische film uit 2019, geregisseerd door Takaschi Doscher. De hoofdrollen worden vertolkt door Freida Pinto en Leslie Odom jr.. De film ging in première op 27 april 2019 op het Tribeca Film Festival.

## Verhaal
Wanneer een komeet dicht bij de Aarde passeert, ontstaat op een dag een onnatuurlijk verschijning waarbij as uit de lucht komt gevallen. Daardoor ontstaat een onbekend virus, dat ervoor zorgt dat bijna alle vrouwen worden besmet en na een paar dagen sterven. Will neemt geen risico en laat zijn vrouw Eva in hun woning in quarantaine verblijven. Gaandeweg wordt het voor het stel duidelijk dat vrouwen schaars worden en er zelfs een beloning op staat, als ze worden uitgeleverd aan de overheid voor medisch onderzoek. Will en Eva houden zich bijna 400 dagen verborgen totdat de autoriteiten ze op het spoor zijn. Will en Eva besluiten te vluchten naar een veilig oord.

## Rolverdeling
| Acteur              | Personage |
| ------------------- | --------- |
| Freida Pinto        | Eva       |
| Leslie Odom jr.     | Will      |
| Chandler Riggs      | Casey     |
| Jayson Warner Smith | Arthur    |

## Ontvangst
De film ontving op Rotten Tomatoes 40% goede review, gebaseerd op 20 beoordelingen. Op Metacritic werd de film beoordeeld met een metascore van 53/100, gebaseerd op 4 critici.